# Hønefoss kommun
Hønefoss kommun (norska: Hønefoss kommune) var en kommun (stadskommun, norska: bykommune) i Buskerud fylke i östra Norge. Kommunen omfattade staden Hønefoss som samtidigt utgjorde kommunens centralort.

## Administrativ historik
Hønefoss kommun upprättades den 22 april 1852 genom utbrytning ur Norderhovs kommun. Kommunen hade 800 invånare vid upprättandet.
1938 överfördes ett bebott område (med 268 invånare) från Norderhovs kommun till Hønefoss kommun.
Den 1 januari 1964 gick kommunen upp i Ringerike kommun. Kommunens hade då 4 453 invånare.
Den 1 januari 1977 delades Ringerike kommun och den tidigare kommunen Hole återupprättades som en egen kommun. Hønefoss förblev dock en del av Ringerike.

## Kommunvapen
Blasonering: Et skrådelt skjold med et svart tannhjul og sølv lynstråler på rød bunn i øvre felt og i det nedre et sølv fossemotiv med brune tømmerstokker og steiner og blå himel.
(Ginstyckad i röd och blå, i första fältet ett svart kugghjul från vilket framkommer tolv blixtar av silver, i andra fältet ett naturfärgat landskap.)
Kommunvapnet godkändes genom kunglig resolution den 15 mars 1902 och visar att grunden till staden var verksamheter knutna till Hønefossen, både timmerflottning med sågverksverksamhet och nyare industri.

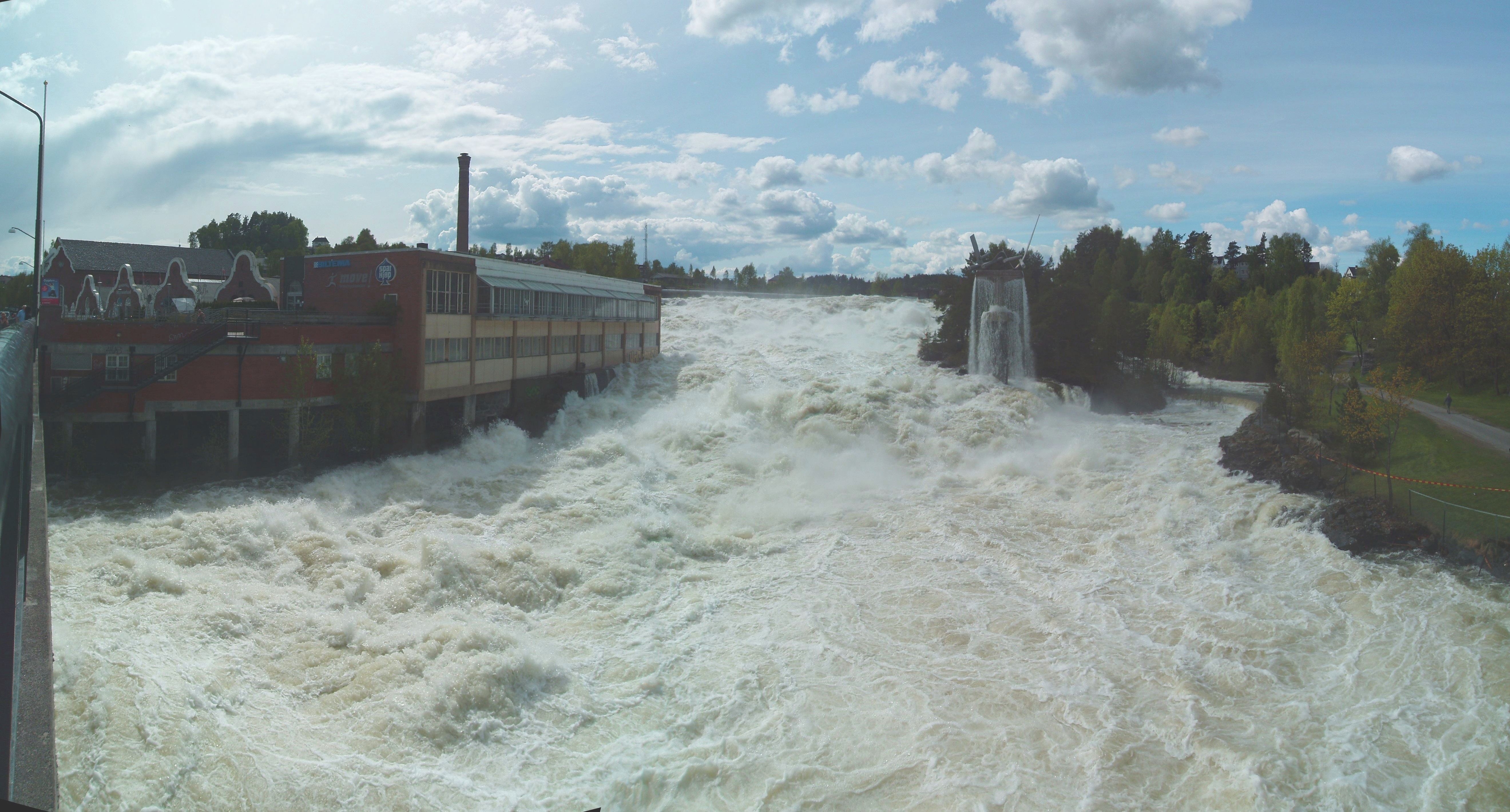
Hønefossen har haft stor betydelse för stadens näringsliv, något som också har återspeglats i kommunvapnets symbolik.